# Álbum sem título do Rammstein
O álbum sem título, por vezes chamado de "Rammstein", é o sétimo álbum de estúdio da banda alemã de Neue Deutsche Härte Rammstein. Lançado em 17 de maio de 2019 através da Universal Music, após quase 10 anos desde o lançamento do anterior Liebe ist für alle da em 2009.

## Antecedentes
A primeira informação que apontaria para um novo álbum da banda foi dada por Till, que anunciou oficialmente que a banda se reuniria em setembro de 2015 para começar a pré-produção do sétimo álbum que poderia ser lançado em 2017. Alimentando os rumores, a banda divulgou uma foto em suas redes sociais ensaiando em um estúdio. Após isso, nada mais foi divulgado em relação a um novo álbum, até que de repente o produtor Sky van Hoff revelou que estaria trabalhando juntamente com o Rammstein, e ainda divulgou uma foto juntamente com o técnico de guitarras do Richard, Lutz Buch.
Durante uma conferência para a estreia mundial do filme Rammstein: Paris, Richard disse que a banda havia cerca de 35 músicas escritas, e mais tarde foram ditas que haviam de 28 a 30 músicas que Till havia começado a escrever as letras. Em 14 de abril de 2018, a banda divulgou fotos no estúdio de gravação em suas redes sociais e no seu site oficial. Mais tarde, fãs descobriram que a banda estava no Studio La Fabrique, no sul da França.
Em 17 de setembro de 2018, outra atualização foi postada nos perfis oficiais da banda, onde mostrava fotos das gravações de orquestra e coral em Minsk, Bielorrússia. Ainda em setembro, alguns pequenos trechos de alguma música desconhecida vazaram na internet, e a letra incluía trechos do poema "Hare Krishna", de Till Lindemann.
Em uma entrevista para a rádio alemã Rock Antenne, em 28 de outubro de 2018, Richard confirmou que a mixagem do novo álbum começaria em dezembro, em Los Angeles.

## Divulgação e controvérsias
Em novembro de 2018, um trailer da turnê Europe Stadium Tour 2019 foi divulgado com um trecho da versão de estúdio da música Ramm 4, que abria os shows da banda durante as turnês de 2016 e 2017.
Em 22 de janeiro de 2019, foi divulgado na pagina oficial do Facebook, fotos da mixagem do álbum em Los Angeles.
O álbum foi anunciado no site oficial no dia 28 de março de 2019, juntamente com seu primeiro single, Deutschland, precedida por um anúncio acompanhado de uma nova controvérsia para o grupo. De fato, um trecho do clipe de "Deutschland" onde os membros do Rammstein estão fantasiados como prisioneiros dos campos de concentração nazistas, publicado no dia anterior, atraiu críticas e indignação de várias personalidades, como a da ex-presidente do Conselho Central de Judeus na Alemanha, Charlotte Knobloch que fez a seguinte declaração: "A instrumentalização e trivialização do Holocausto, como se pode ver nas imagens, é irresponsável."
Desde o dia 16 de abril, trechos de algumas faixas foram divulgadas juntamente com o nome das mesmas, até que no dia 18 de abril foi divulgado o teaser, com um trecho que inclui apenas as guitarras da música "Tattoo", o restante dos títulos das músicas, os formatos e a capa oficial do álbum, que mostra um palito de fósforo em um fundo branco. O álbum contém duas edições, a padrão, e a edição especial em formato Digipack, ambas com 11 músicas. Além das duas versões, o álbum ainda foi lançado em vinil.
No dia 26 de abril, o single Radio, o segundo deste álbum, foi lançado.  Em 31 de maio de 2019, o single Ausländer, o terceiro deste álbum, foi lançado. O videoclipe da canção foi lançado três dias antes.

## Informações das faixas
"Zeig Dich" critica a Igreja Católica. Sustentada por "riffs de guitarra poderosos e pulsantes", a letra exige que os líderes religiosos "parem de se esconder atrás do tal Senhor deles". A composição também tem coros em língua latina e fingerstyle espanhol. O portal Louder achou que a música lembra "Zwitter" do Mutter. "Sex" discute sexo como algo "nojento, porém que dá vida" e lembrou, segundo o portal, Rob Zombie e Queens of the Stone Age.
"Puppe" conta a história de uma criança brincando com o boneco dela em um quarto enquanto a irmã - presumidamente menor de idade - se prostitui no recinto ao lado. Quando a irmã começa a gritar, a criança fica cada vez mais inquieta até começar a arrancar a cabeça do boneco com os dentes. Os versos finais sugerem que a criança uma hora adentra o quarto da irmã, encontra ela apanhando para morrer e mata o agressor. A instrumentação foi descrita pela Louder como tendo "teclados sinistros, guitarras estridentes e vocais agressivos".
"Was Ich Liebe" tem elementos de "Closer", do Nine Inch Nails, e um trecho acústico que lembra "Stairway to Heaven", do Led Zeppelin, enquanto que "Diamant" é uma balada leve descrevendo "uma arriscada viagem pelos níveis multifacetados do desespero romântico".
"Weit Weg" tem elementos de Tangerine Dream e Kosmicher Laufer e sua letra descreve um homem que observa secretamente uma mulher tirando a roupa através de sua janela, e poderia ser "uma alegoria para a maneira com que camgirls (ou mais amplamente profissionais do sexo) se expõem ao risco das realidades nebulosas de alguns de seus clientes que acreditam que suas interações são mais do que são".
"Tattoo" evoca o thrash metal e heavy metal dos anos 1980 e começo dos anos 1990. A letra faz referências à marcação de prisioneiros nos campos de concentração nazistas ao mesmo tempo em que discute tatuagens como uma moda recente. A faixa de encerramento "Hallomann" fala de um abusador de crianças que atrai uma garota para o seu carro e afoga-a mais tarde. A música tem "baixo pulsante, teclados sinistros, riffs matadores e um vocal de arrepiar".

## Recepção crítica
| Críticas profissionais | Críticas profissionais |
| Pontuações agregadas   | Pontuações agregadas   |
| Fonte                  | Avaliação              |
| ---------------------- | ---------------------- |
| Metacritic             | 82/100                 |
| Avaliações da crítica  |                        |
| Fonte                  | Avaliação              |
| AllMusic               | [ 28 ]                 |
| Clash                  | 8/10                   |
| Consequence of Sound   | B+                     |
| Exclaim!               | 8/10                   |
| Kerrang!               | [ 32 ]                 |
| NME                    | [ 33 ]                 |
| Rolling Stone          | [ 34 ]                 |
| Sputnikmusic           | 4.2/5                  |

O álbum recebeu elogios da crítica profissional. No site agregador de críticas Metacritic, ele possui uma pontuação média de 82/100, com base em 9 revisões indicando "aclamação universal". Em uma análise positiva, a NME escreveu: "este álbum é, sem dúvida, um triunfo retumbante".
Nick Ruskell da revisa Kerrang! escreveu: "Rammstein sabe o valor da qualidade em vez da quantidade. Quando eles entregam, eles ainda oferecem o melhor". Wall of Sound deu ao álbum 9.5/10 afirmando: "Rammstein é aparentemente uma culminação dos seis álbuns de estúdio anteriores, tendo as melhores partes das últimas décadas e colocando tudo em um álbum, enquanto lançava algumas surpresas inesperadas."
O portal Loudwire o elegeu como um dos 50 melhores discos de metal de 2019.

## Faixas
Todas as faixas escritas por Rammstein (Richard Z. Kruspe, Paul Landers, Till Lindemann, Christian Lorenz, Oliver Riedel e Christoph Schneider).
| Rammstein      |                 |         |  |
| N.º            | Título          | Duração |  |
| 1.             | "Deutschland"   | 5:22    |  |
| 2.             | "Radio"         | 4:37    |  |
| 3.             | "Zeig dich"     | 4:16    |  |
| 4.             | "Ausländer"     | 3:52    |  |
| 5.             | "Sex"           | 3:56    |  |
| 6.             | "Puppe"         | 4:35    |  |
| 7.             | "Was ich liebe" | 4:30    |  |
| 8.             | "Diamant"       | 2:33    |  |
| 9.             | "Weit weg"      | 4:19    |  |
| 10.            | "Tattoo"        | 4:10    |  |
| 11.            | "Hallomann"     | 4:09    |  |
| Duração total: | Duração total:  | 46:15   |  |

## Desempenho comercial e posições nas paradas
Rammstein estreou no topo das paradas de álbuns alemãs no dia 24 de maio de 2019. Na primeira semana, o álbum vendeu mais de 260.000 cópias, tornando-o o álbum de melhor desempenho de uma banda no século XXI. O álbum passou as duas semanas seguintes em segundo lugar, antes de voltar para o número 1 em 14 de junho. O álbum também alcançou o 3º lugar no UK Albums Chart, vendendo 12.130 cópias e passou três semanas consecutivas no topo do Reino Unido Rock & Metal Albums Chart. Nos Estados Unidos, o álbum alcançou o 9º lugar na Billboard 200, vendendo 28.000 unidades equivalentes a álbuns em sua primeira semana. O álbum é o primeiro da banda a alcançar o top 10 nos Estados Unidos. Em 11 de julho de 2019, o álbum recebeu platina dupla pela Bundesverband Musikindustrie pelas mais de 400.000 unidades vendidas equivalentes a álbuns na Alemanha. Em 2024, o álbum recebeu a certificação de Ouro pela Pro-Música no Brasil.
| Paradas (2019)                        | Posição |
| ------------------------------------- | ------- |
| Austrália (ARIA)                      | 5       |
| Áustria (Ö3 Austria)                  | 1       |
| Bélgica (Ultratop Flandres)           | 1       |
| Bélgica (Ultratop Valônia)            | 1       |
| República Tcheca (ČNS IFPI)           | 2       |
| Dinamarca (Hitlisten)                 | 1       |
| Países Baixos (Dutch Charts)          | 1       |
| Finlândia (Suomen virallinen lista)   | 1       |
| França (SNEP)                         | 1       |
| Alemanha (Offizielle Deutsche Charts) | 1       |
| Grécia                                | 27      |
| Hungria (MAHASZ)                      | 2       |
| Irlanda (IRMA)                        | 11      |
| Itália (FIMI)                         | 5       |
| Japão (Oricon)                        | 39      |
| Nova Zelândia (RMNZ)                  | 27      |
| Noruega (VG-lista)                    | 1       |
| Polónia (ZPAV)                        | 1       |
| Portugal (AFP)                        | 1       |
| Escócia (Official Scottish Albums)    | 2       |
| Espanha (PROMUSICAE)                  | 2       |
| Suécia (Sverigetopplistan)            | 2       |
| Canadá (RPM)                          | 1       |
| Suíça (Schweizer Hitparade)           | 1       |
| Reino Unido (Official Albums Chart)   | 3       |
| Reino Unido (UK Rock & Metal Albums)  | 1       |
| Estados Unidos (Billboard 200)        | 9       |
| Estados Unidos (Top Hard Rock Albums) | 1       |
| Estados Unidos (Top Rock Albums)      | 2       |

## Histórico de lançamento
| Região | Data               | Formatos                   | Gravadora       | Catálogo      | Ref.   |
| ------ | ------------------ | -------------------------- | --------------- | ------------- | ------ |
| Vários | 17 de maio de 2019 | Download digital Streaming | Universal Music | —             | [ 38 ] |
| Vários | 17 de maio de 2019 | Vinil 12-inch              | Universal Music | 0602577493942 | [ 73 ] |
| Vários | 17 de maio de 2019 | CD (Edição padrão)         | Universal Music | 0602577493973 | [ 74 ] |
| Vários | 17 de maio de 2019 | CD (Edição especial)       | Universal Music | 0602577493980 | [ 75 ] |

## Ficha técnica
Ficha técnica retirada das notas do álbum.
| Rammstein - Till Lindemann – vocal principal, música, letras - Richard Z. Kruspe – guitarra principal, música, letras, backing vocals (faixa 1) - Oliver Riedel – baixo, música, letras - Paul Landers – guitarra rítmica, música, letras - Christian Lorenz – teclado, música, letras - Christoph Schneider – bateria, música, letras - O Coro Acadêmico e a Orquestra Sinfônica da Companhia Nacional de Televisão e Rádio da Bielorrússia, Minsk – cordas, coro (faixas 3 e 6) - Meral Al-Mer – backing vocals (faixas 1 e 10) - Carla Bruhn – backing vocals (faixa 11) | - Florian Ammon – engenheiro, edição - Ben Bazzazian – programação (faixa 4) - Lutz Buch – técnico de guitarra - Daniel Cayotte – assistente de estúdio - Siarhei Chaika – engenheiro de gravação (faixas 3 e 6) - Tom Dalgety – produtor adicional, engenheiro de gravação - Svante Forsbäck – masterização - Sven Helbig – coro e arranjos de cordas (faixas 3 e 6) - Olsen Involtini – produtor, mixer, engenheiro de gravação - Dzmitry Karshakevich – engenheiro de gravação - Wilhelm Keitel – condutor (faixas 3 e 6) - Rammstein – produtor - Rossi Rossberg – técnico de bateria - Sky van Hoff – produtor adicional, engenheiro de gravação - Jes Larsen – fotografia - Rocket & Wink – arte da capa do álbum |